# François de Cuvilliés den äldre
Jean François Vincent Joseph de Cuvilliés, född 23 oktober 1695, död 14 april 1768 i München, var en fransk-tysk rokokoarkitekt.

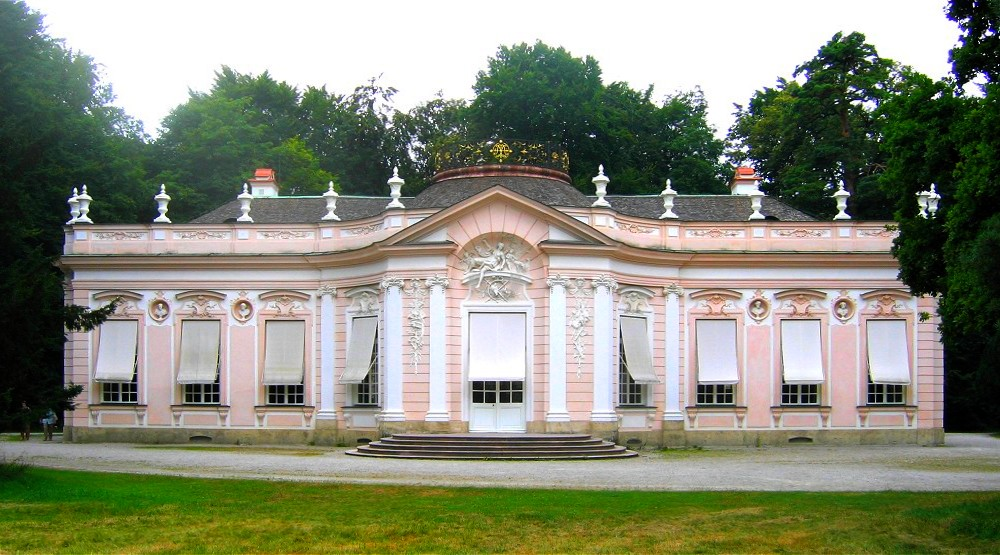
Amalienburg.

Cuvilliés blev omkring 1706 upptagen av kurfursten Max Emanuel av Bayern, då denne, fördriven från sitt land, vistades i Frankrike. Efter fredsslutet 1715 följde Cuvilliés med kurfurstens hov till München. Han var till en början "kammardvärg", men uppfostrades i sällskap med unga adelsgossar, ämnade bli fortifikationsofficer, blev fänrik 1717, men övergick till arkitekturstudier för Joseph Effner och under en tids vistelse i Paris 1720 för Blondel.
I München blev Cuvilliés hovbyggmästare 1725 och intog snart en ledande ställning i Bayern, där han avancerade till förste byggnadsdirektör 1763. Paris besökte han andra gången 1754-55 och lärde då känna rokokostilen i dess sista fas, den gryende "style Louis XVI". I södra Tyskland införde han den tidigare rokokon, "genre rocaille". Hans förnämsta och mest representativa verk är Karl VII:s våning, "Reiche Zimmer" i slottet i München, som totalt nyinreddes efter en brand 1729, det lilla lustslottet Amalienburg i parken vid Nymphenburg (1734-39) och Residenztheater i München (1750-53), en av de mest praktfulla och smakfulla festsalarna i Tyskland. Till hans tidiga arbeten hör hans andel i utsmyckandet av slottet Brühl i samarbete med Michael Leveilly 1728-30, hans ritningar till det närbelägna lilla lustslottet Falkenlust (1729), ett av hans sista verk är fasaden och delvis den inre dekoreringen av Theatinerkirche i München, där han avslutade den avlidne arkitekten Enrico Zuccalis ritningar med fyndiga ändringar "i klassiska former, men helt och hållet i rokokons anda".
I flera privatpalats i München gör sig Cuvilliés smak gällande. Han skapade med ymnigt flödande fantasi och formell idérikedom. I hans slottsinteriörer breder sig ornamenten i lekfull frihet och i smidig elegans i ständigt nya formförbindelser över väggytor och tak. Att han på tysk grund förde den franska rocaille-stilen till dess fulländning, räknas honom i Tyskland till stor förtjänst. Han förde stilen i alla händelser längre, än hans franska medtävlare fann förenligt med den mest förfinade smak. "Hans rokoko står närmare tysk känsla."
Cuvilliés samlade och utgav i kopparstick en stor mängd arkitekturritningar och ornamentsmotiv, en samling, som fortsattes av hans son med samma namn (1731-77), som gick i faderns fotspår och utövade livlig verksamhet.